# Francisco Zúñiga Díaz
Francisco Chico Zúñiga Díaz (Puntarenas, 12 de julio de 1931 - San José, 28 de abril de 1997) fue un escritor costarricense.

## Biografía
De niño se trasladó con sus padres, Celín Zúñiga Brenes y Josefina Díaz Mora a Esparza, bello cantón de esa provincia donde transcurrieron su infancia y juventud, de donde logra absorber del paisaje cálido y del pueblo la poesía y el mensaje humano que transmitió en sus primeros cuentos que se editan en San José, en el año 1965 con el título Trillos y nubes.
Realizó sus estudios secundarios en el Liceo de Costa Rica y los finalizó en el Liceo José Martí de Puntarenas.  En 1952 se trasladó a San José para laborar en la Dirección General de Tributación Directa. Posteriormente trabajó para el Instituto Nacional de Seguros.

## Posición política y literaria
Desde muy joven se involucró en grupos intelectuales de izquierda, con Carlos Luis Fallas, Carlos Luis Sáenz, Adela Ferreto, Fabián Dobles, Joaquín Gutiérrez Mangel, Arturo Montero y muchas otras personalidades del mundo político cultural del momento. Fue amigo personal de Juan Rulfo, Alfredo Cardona Peña y Jorge Debravo.

## Literatura y humor
Fue un enamorado de sus raíces latinoamericanas, pero nunca desdeñó a los grandes escritores estadounidenses ni europeos, de los que tenía un envidiable conocimiento.
Lector tenaz, erudito de la lengua, hombre de un humor a toda prueba, bromista. Para pasar como hombre serio y bien hablado, creó a su personaje favorito: T. JOROBA, autor desconocido al que endosó sus versos humorísticos, algo pasados de tono. (Ver nota más adelante sobre T. Joroba). Como humorista también formó parte del grupo llamado La Pluma Sonriente, junto a Hugo Díaz y Oscar Sierra.

## Unión de Personal del Instituto Nacional de Seguros
En 1955 la idea de fundar una unión de trabajadores dentro el Instituto Nacional de Seguros, es promovida por los señores Víctor Julio Brenes y Edgar Avendaño Cavallini.  Don Chico, como era conocido por sus amigos y compañeros de trabajo, estuvo presente en la Asamblea Constitutiva. Ocupó varios cargos directivos durante algunos periodos anteriores a 1974. Al firmarse la primera Convención Colectiva en la Institución, que a la vez es la primera que se firma en una entidad pública, el Sindicato, conocido como Unión de Personal del Instituto Nacional de Seguros (UPINS), se integra al movimiento sindical del país, como agrupación importante.
En 1977 a partir de una reunión de compañeros con inquietudes artísticas en la soda del INS, se consideró necesaria la creación de un grupo con tendencias netamente culturales paralela y dependiente del sindicato para llevar a cabo todo un trabajo de formación e información en el campo la cultura.  Como grupo se reunían en las soda mientras se tomaban una taza de café, por ello se autodenominaron "Café Cultural de UPINS" y posteriormente se llamaron "Café cultural del INS" y a mediados de los años 80 se le llamó "Café Cultural Francisco Zúñiga Díaz".

## Mentor de las letras costarricenses
En 1976, funda el Café Cultural con el apoyo y patrocinio del Instituto Nacional de Seguros.  Así crea esa plataforma desde la que impulsa la cultura por 20 años.  Esta plataforma dará a luz diversos talleres como: guitarra, danza, canto, artes marciales, pintura, bailes folclóricos, teatro y -por supuesto- literatura, entre otros.  Además de la publicación de la revista "Semblanza".
Como promotor de las letras nacionales fundó las editoriales "Pablo Presbere" y "Zúñiga y Cabal". Prologó 29 libros, fue corrector de estilo de 96 trabajos y editor de 58 libros. Creó varios talleres en San Ramón, San José y Puntarenas.  Algunos de estos talleres aún están funcionando.

Reseña de T. Joroba
Sin duda, quien mejor llegó a conocer al poco célebre, -pero jamás despreciado-, T. Joroba, fue don Chico Zúñiga. De ahí que no se conoce la fecha de su llegada a este mundo. Se sabe que la amistad que unió a don Chico con T. Joroba era inentrañable. Muchos son los testimonios que afirman que a ambos solía vérseles tertuliando en alguna cantina de San José. Es ahora obvio suponer el por qué T. Joroba le pidió a don Chico que se hiciera cargo de los prólogos de sus libros en más de una ocasión.

El mismo don Chico se refirió a su amigo en más de una vez, contando las (siempre) jocosas situaciones en que se solían circular alrededor de su amigo como una nube de coincidencias morbosas que terminaban por involucrar a todo el que se acercara a este singular personaje, que parecía sacado de la Tierra de Nunca Jamás.

A pesar de que su obra editada es escasa; podemos recuperar varios nombres como: "Cuentos Prohibidos" y "Poemas de amor en bicicleta".
En todos sus libros muestra un fuerte carácter crítico y humorístico, al estilo del -ya fallecido- caricaturista Hugo Díaz; no obstante, sin dejar pasar un despliegue de habilidad en el manejo del soneto y la prosa.
Desde el año 1997, no se ha vuelto a saber de T. Joroba. Si alguien puede aportarnos alguna información, se ruega contactarnos en este sitio.

## Libros publicados
- Trillos y nubes San José, C.R. : Imprenta Tormo (1964) Cuento
- La mala cosecha Santiago, Chile (1967) Cuento
- Los Dos Minutos y otros cuentos San José : Editorial de Costa Rica (1976) Cuento
- Sonetos de amor en bicicleta Autor: T. Joroba. San José : Ediciones Dromedario (1977) Poesía
- El viento viejo San José : Editorial de Costa Rica (1978) Cuento
- El soneto en la poesía costarricense San José : Editorial Universidad de Costa Rica(1978) (Antología)
- Geografía sencilla San José : Editorial de Costa Rica (1980) Editorial de Costa Rica (ECR) Poesía
- Carlos Luis Sáenz: el escritor, el educador y el revolucionario San José : Ediciones Zúñiga y Cabal, (1983)
- Todos los domingos  Cuentos, San José : Editorial de Costa Rica (ECR) (1983)
- Yo no tengo ningún muerto San José, C.R. : Editorial Presbere, (1986) Cuentos.
- La encerrona de la chupeta y otros desbarajustes San José : Editorial Universidad Estatal a Distancia (UNED), (1994)
- Cuentos Prohibidos Autor: T. Joroba; San José : Ediciones Zúñiga y Cabal, (1994) Cuento
- El amor y algunos entredichos Autor: T. Joroba y F. Zele.; San José : Ediciones Zúñiga y Cabal, (1995)
- Tomados de Cuentos prohibidos (1995) T. Joroba
- Cuentos de patria y muerte San José : Ediciones Zúñiga y Cabal, (1995) Cuento
- ... Y hubo un pueblo de niños San José : Ediciones Zúñiga y Cabal, (1995) Novela.